# Avalon (Georgie)
Avalon je město (osada) v Stephens County, v Georgii, ve Spojených státech amerických. V roce 2011 žilo ve městě 213 obyvatel.

## Demografie
Podle sčítání lidí v roce 2000 žilo ve městě (osadě) 278 obyvatel, 109 domácností, a 80 rodin. V roce 2011 žilo ve městě 103 mužů (48,4%), a 110 žen (51,6%). Průměrný věk obyvatele je 41 let.